# Hugo Guimarães Silva Santos Almeida
Hugo Guimarães Silva Santos Almeida, mais conhecido como Hugo Almeida, ou simplesmente Hugo (São Fidélis, 6 de janeiro de 1986), é um futebolista brasileiro que atua como atacante. Atualmente, defende o Santa Cruz-RS.

## Carreira
Revelado pelo Botafogo, o atacante Hugo teve suas primeiras chances nos profissionais do clube carioca em 2004, credenciado por atuações na Seleção Brasileira sub-17. No entanto, devido à baixa idade, nunca chegou a ter regularidade dentro do time principal do alvinegro, fato que o fez abandonar o clube sem renovar seu primeiro vínculo com apenas 19 anos. O jogador procurou um novo destino em 2005, chegando, inclusive, a realizar treinamentos no Palmeiras, porém, acabou não sendo contratado pela equipe paulista.
Apenas em 2006, Hugo encontrou refúgio em uma equipe profissional, ao assinar com o Coritiba. Pelo Coxa, o atacante, enfim, conseguiu despertar para o futebol. Ajudou a equipe na conquista da Série B de 2007 e do Campeonato Paranaense de 2008. Defendeu o Coritiba de 2009 a 2011. Em 2011, foi emprestado ao Goiás.
Em 2012, assinou com o Paraná Clube.
O atacante atuou no Juventude em 2016, onde conquistou a classificação para o Brasileirão Série B e chegou as quartas de final da Copa do Brasil.
Hugo conquistou pela segunda vez o Brasileirão Série B em 2017, jogando pelo América Mineiro.
Em julho de 2018, assina contrato com o Paysandu até o fim da Série B daquele ano.
Retornando ao Rio Grande do Sul e assinou com o Pelotas, onde se sagrou campeão da Recopa Gaúcha de 2020.
Disputou os Gauchões de 2020 e 2021 pelo EC São Luiz, participando de 20 jogos e marcando 6 gols pelo Alvirrubro.
No início de 2022, assina com o Ypiranga.
Em maio de 2023, retorna ao São Luiz, para reforçar o elenco na Copa FGF – Troféu Rei Pelé.

## Títulos
Seleção Brasileira sub-17
- Campeonato Mundial de Futebol Sub-17 de 2003

Coritiba
- Campeonato Brasileiro de Futebol - Série B: 2007
- Campeonato Paranaense: 2008

América-MG
- Campeonato Brasileiro - Série B: 2017

Pelotas
- Recopa Gaúcha: 2020